# Бараускас, Альбертас Болеславович
Альбертас Болеславович Бараускас (лит. Albertas Barauskas) — советский хозяйственный, государственный и политический деятель.

## Биография
Родился в 1915 году в Москве. Член КПСС с 1943 года.
С 1934 года — на хозяйственной, общественной и политической работе. В 1934—1982 гг. — в армии Литвы, председатель сельсовета, командир партизанского отряда «Маргитис», заведующий Отделом пропаганды и агитации Кедайнского уездного комитета КП(б) Литвы, секретарь Кедайнского уездного комитета КП(б) Литвы, 1-й секретарь Юрбаркского уездного комитета КП(б) Литвы, секретарь Клайпедского областного комитета КП(б) Литвы, председатель Исполнительного комитета Клайпедского областного Совета, секретарь ЦК КП Литвы, заведующий Отделом агитации и пропаганды ЦК КП Литвы, председатель Комитета партийно-государственного контроля ЦК КП Литвы и СМ Литовской ССР, председатель Комитета народного контроля Литовской ССР.
Постановлением Госсовета ПНР от 17.01.1964 за номером 0/27 был удостоен Серебряного Креста ордена Virtuti Militari.
Умер в 2003 году. Похоронен на Антакальнисском кладбище в Вильнюсе.